# Verandalux (equip ciclista)
L'equip Verandalux va ser un equip ciclista belga, de ciclisme en ruta que va competir entre 1984 i 1985.

## Corredor millor classificat en les Grans Voltes
| Any  | Giro d'Itàlia | Tour de França            | Volta a Espanya |
| ---- | ------------- | ------------------------- | --------------- |
| 1984 | -             | -                         | -               |
| 1985 | -             | 88.º Adri van Houwelingen | -               |

## Principals resultats
- Nokere Koerse: Jan Bogaert (1984)
- Milà-Sanremo: Hennie Kuiper (1985)
- Gran Premi del 1r de maig - Premi d'honor Vic de Bruyne: Jan Bogaert (1985)

### A les grans voltes
- Giro d'Itàlia
  - 0 participacions

- Tour de França
  - 1 participacions (1985)
  - 0 victòries d'etapa:
  - 0 classificació finals:
  - 0 classificacions secundàries:

- Volta a Espanya
  - 0 participacions